# Serra de les Forques
La Serra de les Forques és una serra situada al municipi de Cubells a la comarca de la Noguera, amb una elevació màxima de 493 metres.